# ستانلي هابارد
ستانلي هابارد (بالإنجليزية: Stanley Hubbard)‏ هو مسير أعمال أمريكي، ولد في 1933.